# Cyclophora punctularia
Cyclophora punctularia är en fjärilsart som beskrevs av Lambert-Joseph-Louis Lambillion 1905. Cyclophora punctularia ingår i släktet Cyclophora och familjen mätare. Inga underarter finns listade i Catalogue of Life.